# Gmina związkowa Otterbach-Otterberg
Gmina związkowa Otterbach-Otterberg (niem. Verbandsgemeinde Otterbach-Otterberg) – gmina związkowa w Niemczech, w kraju związkowym Nadrenia-Palatynat, w powiecie Kaiserslautern. Siedziba gminy związkowej znajduje się w mieście Otterberg. Powstała 1 lipca 2014 z połączenia gminy związkowej Otterbach z gminą związkową Otterberg. 

## Podział administracyjny
Gmina związkowa zrzesza dwanaście gmin wiejskich:
1. Frankelbach
2. Heiligenmoschel
3. Hirschhorn/Pfalz
4. Katzweiler
5. Mehlbach
6. Niederkirchen
7. Olsbrücken
8. Otterbach
9. Otterberg, miasto
10. Schallodenbach
11. Schneckenhausen
12. Sulzbachtal.